# Takeshi Inoue
Takeshi Inoue (jap. 井上 健, Inoue Takeshi; * 30. September 1928 in Nishinomiya, Präfektur Hyōgo; † 5. April 1992) war ein japanischer Fußballspieler.

## Nationalmannschaft
1954 debütierte Inoue für die japanische Fußballnationalmannschaft.

## Clubstatistik
| Saison | Club                      |
| 1960   | Mitsubishi HI Tōkyō       |
| 1959   | Mitsubishi HI Tōkyō       |
| 1958   | Mitsubishi HI Tōkyō       |
| 1957   | New Mitsubishi HI Kōbe    |
| 1956   | New Mitsubishi HI Kōbe    |
| 1955   | New Mitsubishi HI Kōbe    |
| 1954   | New Mitsubishi HI Kōbe    |
| 1953   | New Mitsubishi HI Kōbe    |
| 1952   | New Mitsubishi HI Kōbe    |
| 1951   | Kwangaku Club             |
| 1950   | Kwangaku Club             |
| 1949   | Kwansei Gakuin University |
| 1948   | Kwansei Gakuin University |